# Johan Frederik Nassy
Johan Frederik Nassy, plaatselijk beter bekend als J.F. Nassy, (Paramaribo, 5 juni 1867 – 24 januari 1947) was een arts in Suriname.

## Familie
Hij was zoon van Sophie Nassy (Naasie, vader onbekend). Hij was broer van Jacques Bernard Nassy en Adolf Nassy. Nassy trouwde in 1894 met Margaretha Jacoba Brouwer naar wie de scholengemeenschap Nassy Brouwer College in Paramaribo is genoemd.  Zij kregen voor zover bekend negen kinderen.

## Biografie
In 1892 studeerde hij af aan de Geneeskundige School in Paramaribo. Hij werd gouvernementsgeneesheer en werd 1894 arts in district Nickerie. In 1896 was hij terug in Paramaribo; hij werd er particulier arts en was enige tijd lid van de Geneeskundig Commissie.  
Hij was, nog steeds huisarts, de eerste geneesheer-directeur van het Sint Vincentius Ziekenhuis in Paramaribo waar hij langdurig aan verbonden zou zijn. Voorts was hij als geneesheer betrokken bij de St. Gerardus Majella Stichting en R.K. Missie.
Hij staat te boek als de eerste arts die meningitis cerebro spinalis, een soort hersenvliesontsteking, in Suriname diagnosticeerde (1908). In 1923 werd hij benoemd tot Ridder in de Orde van Oranje-Nassau.
In 1935 raakte Nassy betrokken bij een concurrentiezaak met arts Cool. Het betrof een bevalling van een drieling waarbij beide artsen van mening verschilden in welk ziekenhuis de moeder moest bevallen, of dat van Nassy of dat van Cool ('s Lands Hospitaal). De ruzie liep hoog op en Nassy zou daarbij Cool hebben beledigd. De kantonrechter moest er aan te pas komen en gaf Nassy tien gulden boete voor belediging. 
Hij overleed in “zijn eigen” ziekenhuis “in het harnas”. Zijn woonhuis lag aan de Wagenwegstraat, dat gedeelte werd in juni 1948 postuum naar hem vernoemd: Dr. J.F. Nassylaan; zijn voormalig woonhuis kreeg huisnummer 2.